# Xã Garden City, Quận Blue Earth, Minnesota
Xã Garden City (tiếng Anh: Garden City Township) là một xã thuộc quận Blue Earth, tiểu bang Minnesota, Hoa Kỳ. Năm 2010, dân số của xã này là 689 người.